# Exocentrus balachowskyi
Exocentrus balachowskyi là một loài bọ cánh cứng trong họ Cerambycidae.